# Chamaecyparis thyoides
Chamaecyparis thyoides, el falso ciprés blanco, es una especie de Chamaecyparis nativa de la costa del Océano Atlántico de América del Norte desde  Maine al sur de Georgia (Estados Unidos), con una población aislada en el Golfo de México, y la costa de Florida sobre el  Misisipi. Crece en lugares húmedos, en la planicies costeras a altitudes desde el nivel del mar hasta los 50 m, y más raramente en las estribaciones de los Montes Apalaches hasta 460 m de altitud.  El nombre también es a veces erróneamente citado como "Cedro Blanco del Atlántico", nombre que es rechazado por el Comité Conjunto de nomenclatura Hortícolas, ya que es un  ciprés, no un  cedro.

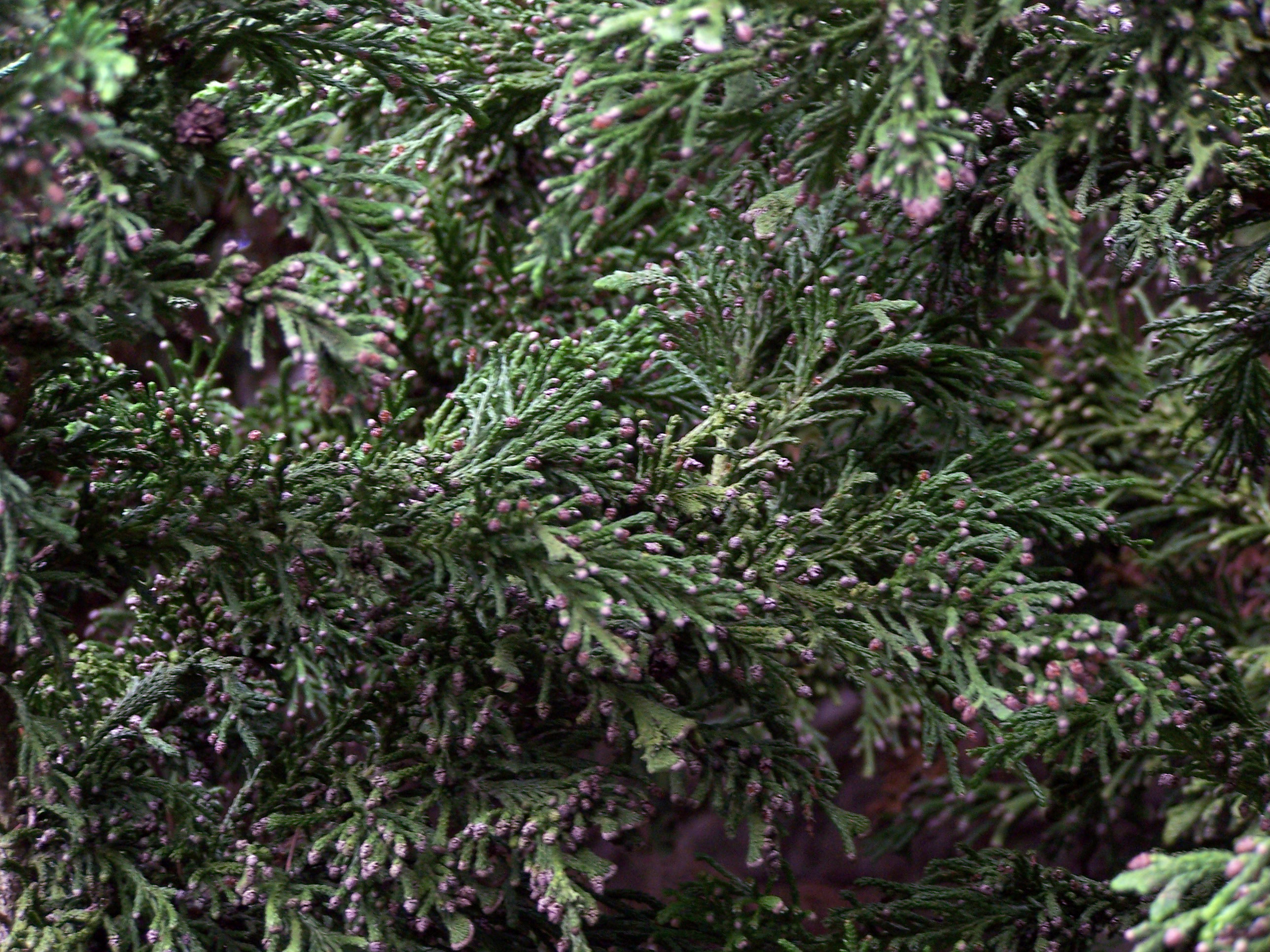
Follaje piñas con polen.

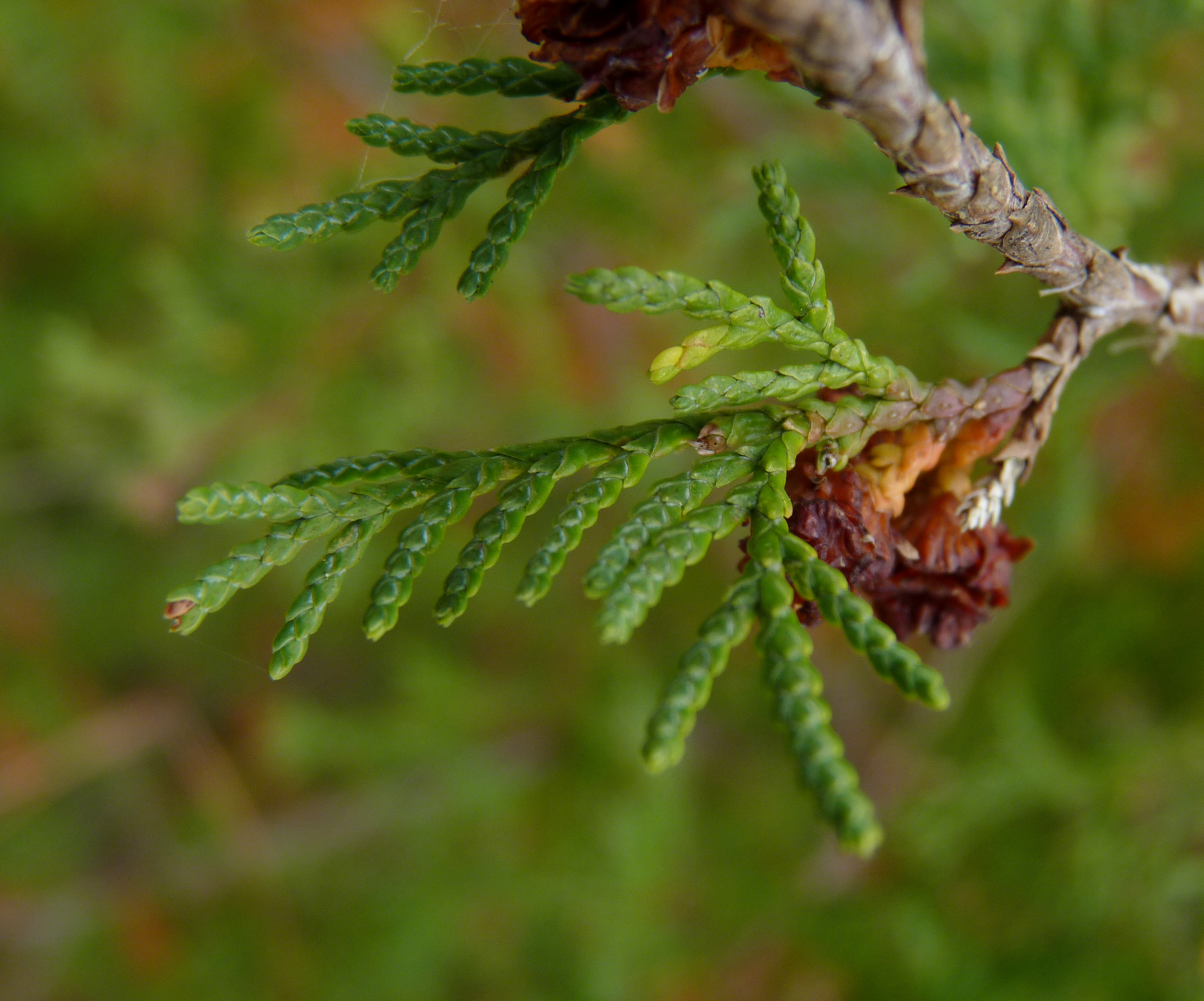
Conos

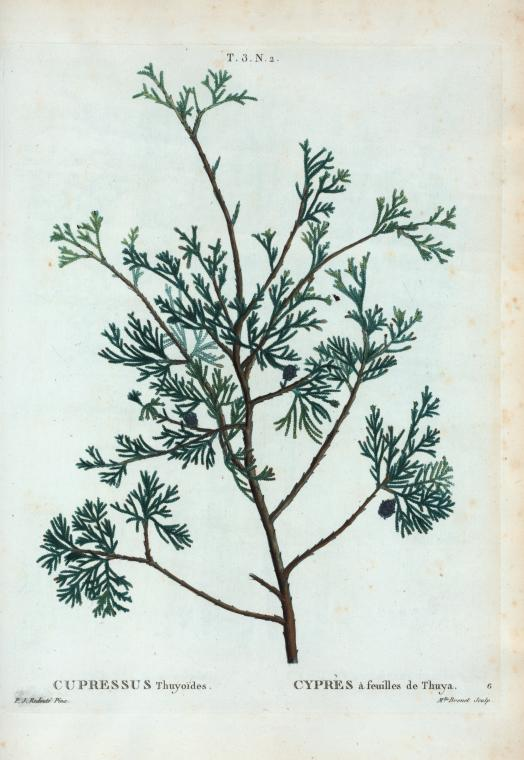
Ilustración

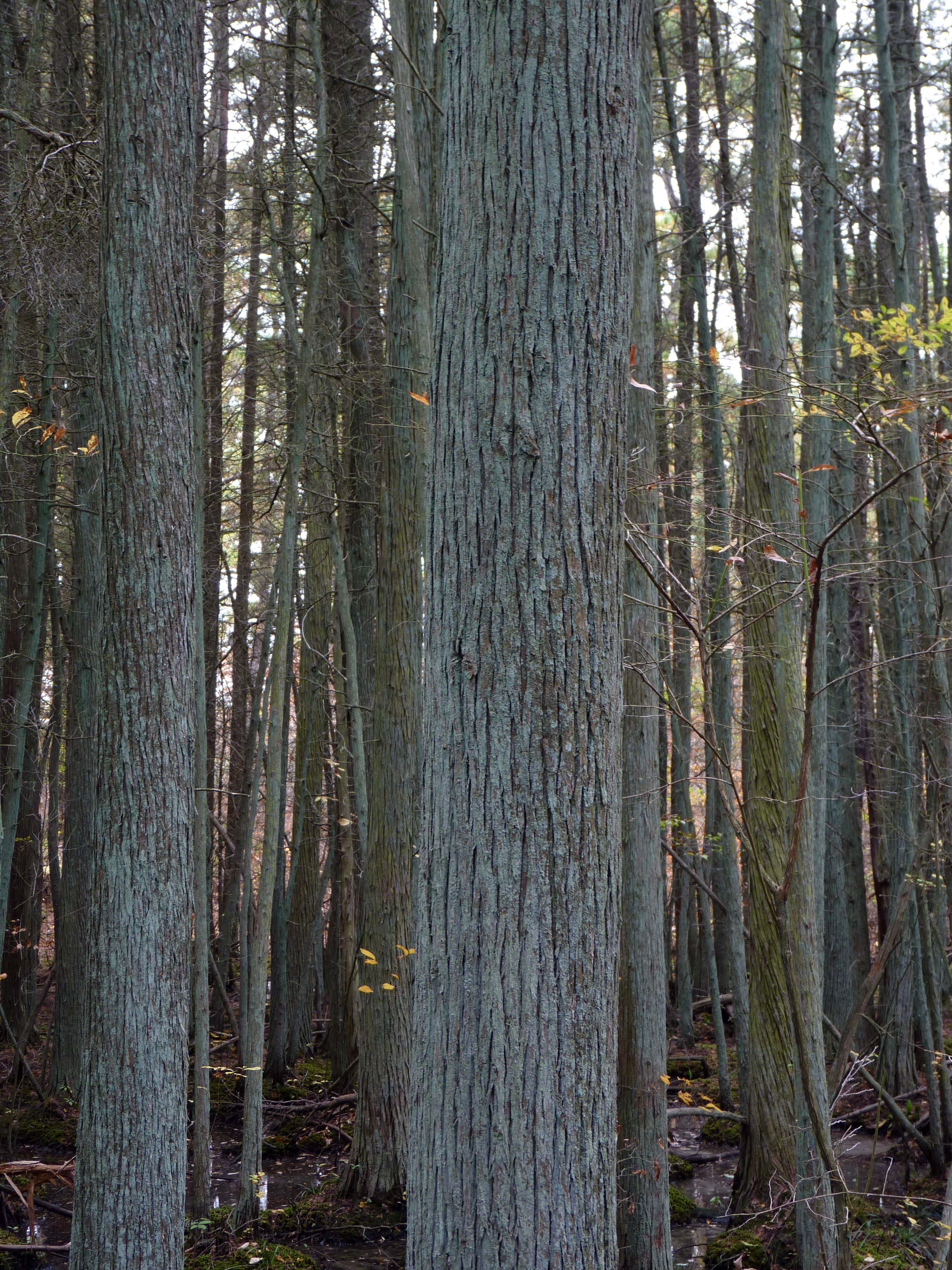
Troncos

## Descripción
Se trata de un árbol perteneciente a la familia de las  coníferas, Perennifolio (siempre verde) que alcanzan entre 20 y 28 m (raramente llega a 35 m) de altura, con follaje plumoso moderadamente aplanado, de color verde a azul-verde. Las hojas son escamosas, de 2-4 mm de largo, y se producen en pares opuestos en brotes algo aplanadas; las plántulas de hasta un año de edad son agujas como las hojas. Las piñas o conos son globosos, de 4 a 9 mm de diámetro, con 6-10 escamas, verde o moradas, de color marrón cuando maduran de 5 a 7 meses después de la polinización. Las piñas con polen son de color púrpura o marrón, de entre 1.5 y 3 mm de largo y 1 o 2 mm de ancho, liberando su polen amarillo en primavera.
Hay dos subespecie geográficamente aisladas, tratadas por algunos botánicos como especies distintas, por otros como una sola variedad (biología):
- Chamaecyparis thyoides subespecie thyoides (ciprés blanco del Atlántico). Costa del Atlántico, de Maine a Georgia. Las hojas y conos generalmente son azul-verde, hojas planas faciales, no rígidas; con piñas de 4-7 mm de largo. (Preocupación menor)
- Chamaecyparis thyoides subespecie henryae Costa del Golfo de México, de la Florida al Mississippi. Las hojas y conos siempre verde, no glauco; las hojas tienen una cresta longitudinal, y conos de 6-9 mm de largo. (Casi amenazada)

Las polillas y orugas adultas a veces comen el follaje, mientras que los especímenes jóvenes evitan atacar esta especie de árbol.

## Cultivo y usos
Chamaecyparis thyoides es una especie de relativa importancia para la horticultura como árbol de jardín, logrando diferentes formas en la corona según el método de cultivo que haya sido seleccionados para la plantación, modificando la tasa de crecimiento, el color de las hojas y el tamaño. Entre algunas variedades se encuentran los 'Andelyensis' (enano, con follaje denso), '(ericoides' follaje juvenil), y el 'Glauca' (follaje glauco fuerte).

## Taxonomía
Chamaecyparis thyoides fue descrita por (L.) Britton, Sterns & Poggenb. y publicado en Preliminary Catalogue of Anthophyta and Pteridophyta Reported as Growing Spontaneously within One Hundred Miles of New York 71. 1888.
Variedad aceptada
- Chamaecyparis thyoides var. henryae (H.L.Li) Little

Sinonimia
- Chamaecyparis atrovirens Beissn.
- Chamaecyparis ericoides Carrière
- Chamaecyparis kewensis Carrière
- Chamaecyparis nana Parl.
- Chamaecyparis pseudosquarrosa Parl.
- Chamaecyparis pumila Carrière
- Chamaecyparis sphaeroidea (Spreng.) Spach
- Chamaecyparis squarrosa Carrière
- Chamaecyparis variegata Carrière
- Cupressus ericoides Beissn.
- Cupressus palustris Salisb.
- Cupressus pseudosquarrosa (Carrière) Lavallée
- Cupressus thyoides L.
- Retinispora andelyensis Carrière
- Retinispora pseudosquarrosa Carrière
- Thuja sphaeroidalis Rich. & A.Rich.
- Thuja sphaeroidea Spreng.
- Widdringtonia ericoides Knight[8]